# Duarig
Duarig est une ancienne entreprise française spécialisée dans le sport qui était basée à Balbigny (Loire).
Elle est fondée en 1886 par monsieur Giraud, un commerçant à Lyon.
Au début de son activité, alors qu'elle ne s'appelait pas encore Duarig, elle était spécialisée dans la fabrique de ballons en cuir.
Elle a ensuite élargi son activité aux équipements de sport, par exemple dans le domaine du football, en fabriquant des maillots dont les plus célèbres sont ceux de l'AS Saint-Etienne dans les années 2000.
La société est radiée le 18 mars 2015.

## Histoire

### De Giraud à Duarig
En 1927, l'entreprise est déplacée à Balbigny dans la Loire.
En 1952, date de la mort de M. Giraud, la société est rachetée par Julien Audry.
C'est à cette date que l'entreprise prend le nom de Duarig, en hommage à son fondateur.
L'anagramme de Giraud devient la célèbre marque Duarig.
En 1966, Duarig fait un grand pas en avant : la société, alors spécialisée dans la fabrique de ballons, élargit son offre de produits et propose des sacs de sport, des maillots, des shorts, des chaussettes et des chaussures de football. Grâce à ce changement, Duarig connaît un accroissement de sa notoriété.
Fin 1995, Duarig connaît son apogée grâce à une communication importante et grâce au parrainage d'équipes professionnelles de football (plus de 39 grands clubs français dans les années 1980-90 : AS Saint-Étienne, Olympique lyonnais, AJ Auxerre, SC Bastia, Lille OSC…).
À la même époque, l'entreprise connaît des problèmes de trésorerie et est placée en redressement judiciaire, s'ensuit une liquidation en mars 1995.

### Reprise et liquidation définitive
L'entreprise est reprise par ESPAS, Entreprise de service et de promotion d'articles de sport. Elle redémarre après une cessation d'activité de six mois. Durant l'année 2003, elle signe un contrat de parrainage avec Saint-Étienne, ancien partenaire et, lors des 70 ans de l'AS Saint-Étienne, elle a la tâche de fabriquer les maillots mythiques Manufrance. Elle est alors une marque qui parraine de nombreux clubs professionnels de football.
Le mercredi 2 octobre 2013, elle est placée en redressement judiciaire pour une durée de six mois, notamment à cause de la rupture, par l’administration fiscale, d’un accord portant sur l’échelonnement du paiement d’une dette. Le 21 mai 2014, le tribunal de commerce de Roanne prononce sa liquidation définitive.

## Autres

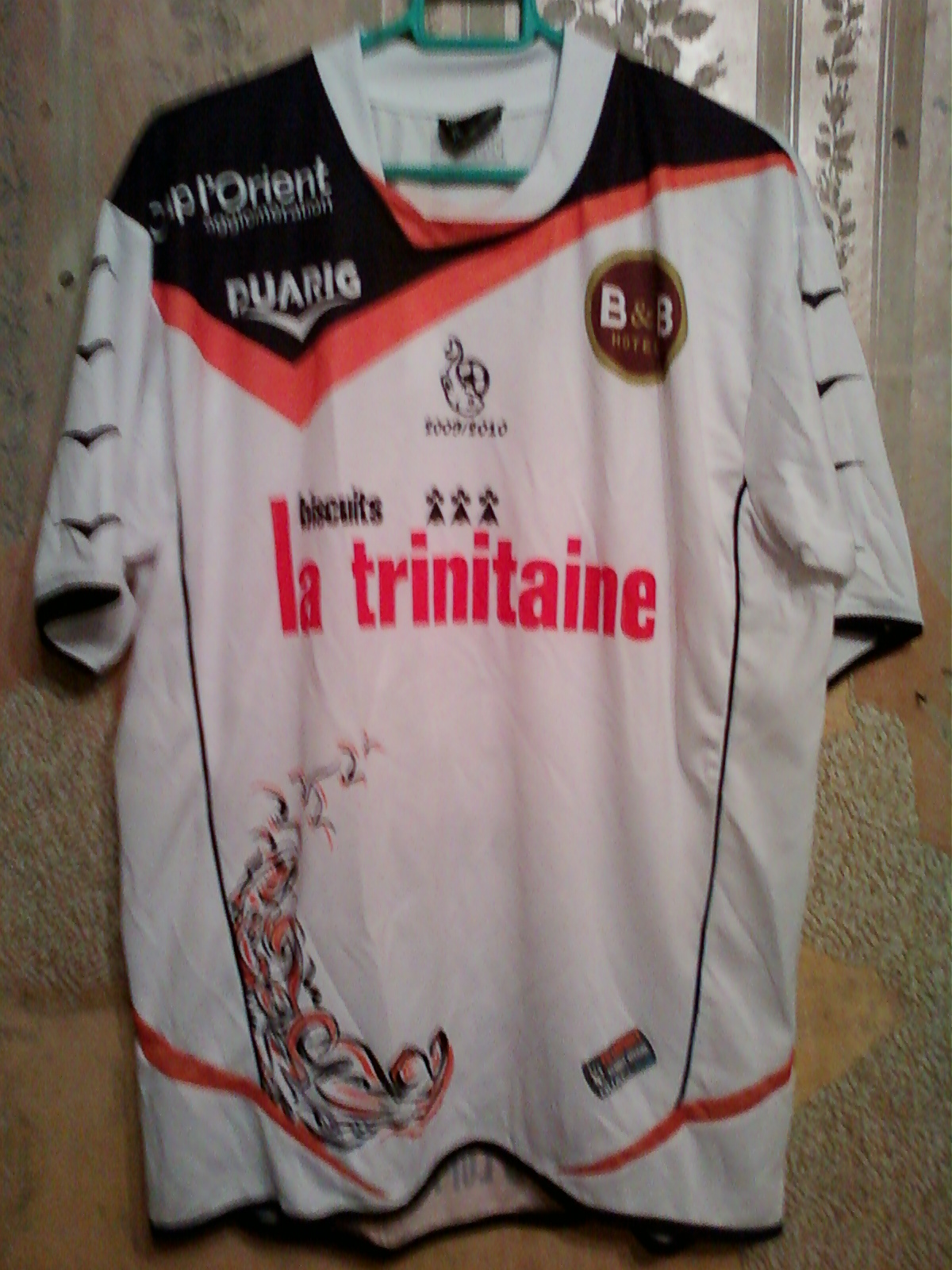
Le maillot extérieur 2009-2010 du FC Lorient, seule équipe de Ligue 1 équipée par la marque.

Anciens clubs de football sponsorisés :
- AJ Auxerre
- AS Saint-Etienne
- FC Istres
- Tours FC
- ES Troyes AC
- AS Lyon-Duchère
- Grenoble Foot 38
- US Concarneau